# Andrew Ridgeley
Andrew John Ridgeley (Windlesham (Surrey), 26 januari 1963) is een Brits muzikant, singer-songwriter en producer. Hij vormde samen met George Michael het Britse popduo Wham!

## Biografie
Van 1982 t/m 1986 vormde hij een deel van het Britse popduo Wham! Daarna probeerde Ridgeley beroepscoureur te worden in de Formule 3; later zocht hij zijn heil in Hollywood als mogelijk filmacteur. Hierin was hij niet succesvol. In 1990 bracht hij een album uit getiteld Son Of Albert. Zowel het album als de single Shake slaagde er niet in de hitlijsten te veroveren.

### Persoonlijk
Sinds 1990 heeft Ridgeley een aan-uitrelatie met Keren Woodward, mede-oprichtster en lid van de Britse popformatie Bananarama.

## Discografie

### Albums
| Album met eventuele hitnotering(en) in de Nederlandse Album Top 100 | Datum van verschijnen | Datum van binnenkomst | Hoogste positie | Aantal weken | Opmerkingen |
| ------------------------------------------------------------------- | --------------------- | --------------------- | --------------- | ------------ | ----------- |
| Son of Albert                                                       | 22-04-1990            | 05-05-1990            | 66              | 4            |             |

### Singles
| Single met eventuele hitnotering(en) in de Nederlandse Top 40 | Datum van verschijnen | Datum van binnenkomst | Hoogste positie | Aantal weken | Opmerkingen |
| ------------------------------------------------------------- | --------------------- | --------------------- | --------------- | ------------ | ----------- |
| Do They Know It's Christmas?                                  | 1984                  | 15-12-1984            | 1(3wk)          | 9            | Band Aid    |
| Shake                                                         | 1990                  | 31-03-1990            | tip7            |              |             |